# Concepción (Chile)
Concepción ( kiejtés) város Chilében. Concepción tartomány és Biobío régió (más néven VIII. régió) székhelye. Nagy-Concepción (Gran Concepción, beleértve Talcahuano, San Pedro de la Paz, Hualpén, Chiguayante, Penco, Tomé, Lota, Coronel, Hualqui és Concepción településeket) az ország második legnagyobb agglomerációja, 889 725 lakossal (2002-es népszámlálás). Agglomeráció nélkül a 11. legnagyobb település az országban, lakossága 212 003 fő.

## Éghajlat
| Hónap                         | Jan. | Feb. | Már. | Ápr. | Máj. | Jún. | Júl. | Aug. | Szep. | Okt. | Nov. | Dec. | Év   |
| ----------------------------- | ---- | ---- | ---- | ---- | ---- | ---- | ---- | ---- | ----- | ---- | ---- | ---- | ---- |
| Átlagos max. hőmérséklet (°C) | 22,1 | 21,8 | 20,3 | 17,9 | 15,3 | 13,4 | 12,9 | 13,6 | 14,9  | 16,6 | 18,7 | 20,9 | 17,3 |
| Átlagos min. hőmérséklet (°C) | 11,1 | 10,9 | 9,6  | 8,4  | 8,0  | 6,6  | 5,9  | 6,0  | 6,5   | 7,6  | 8,9  | 10,5 | 8,3  |
| Átl. csapadékmennyiség (mm)   | 18   | 15   | 23   | 69   | 202  | 241  | 210  | 137  | 91    | 64   | 37   | 24   | 1131 |
| Forrás:                       |      |      |      |      |      |      |      |      |       |      |      |      |      |

## Képgaléria

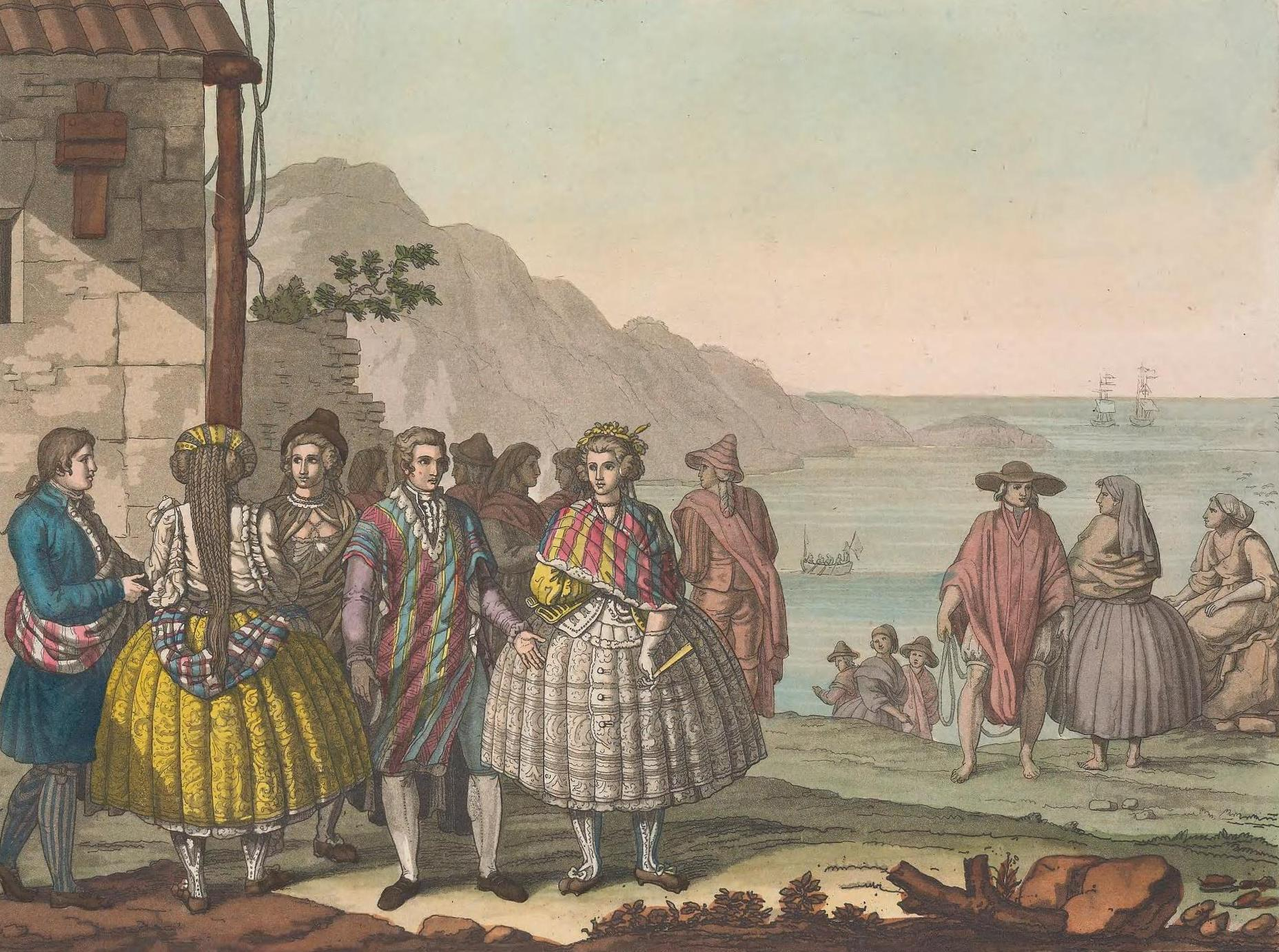
A város lakóinak népviselete 1816-ban
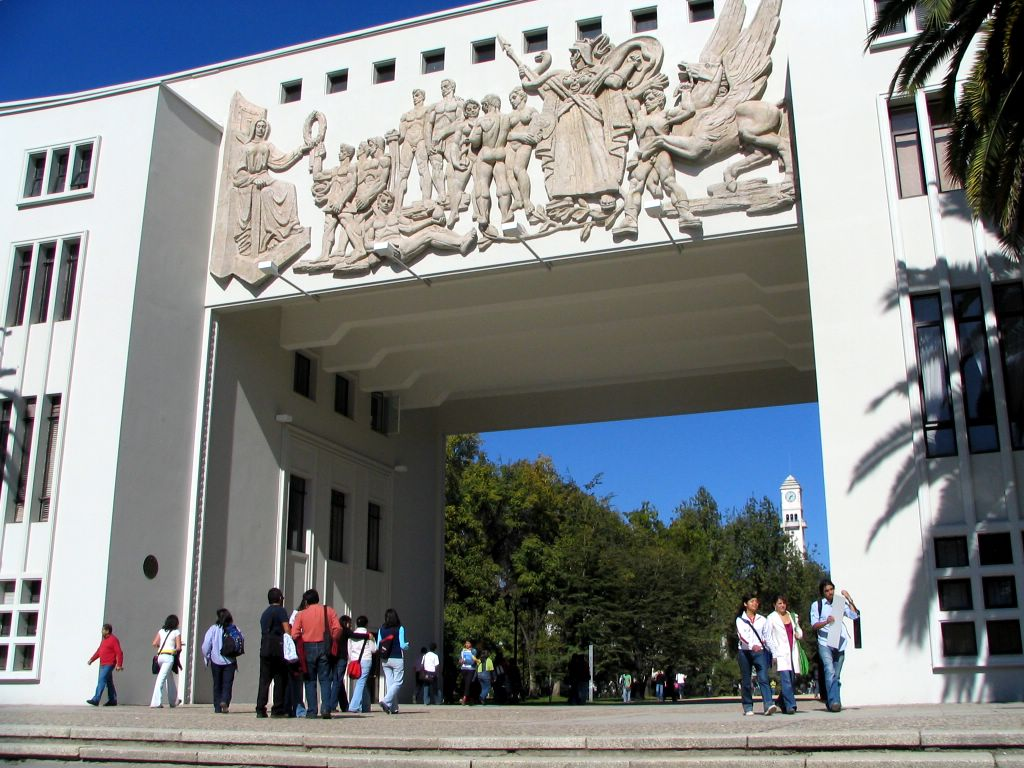
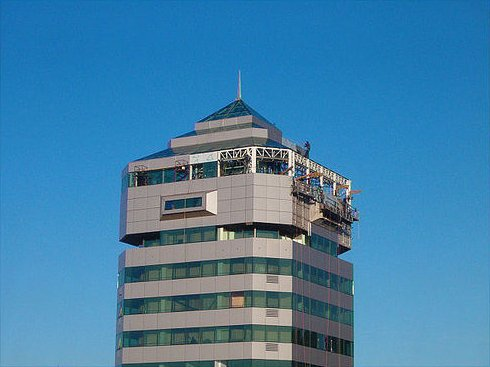
Egy modern épület
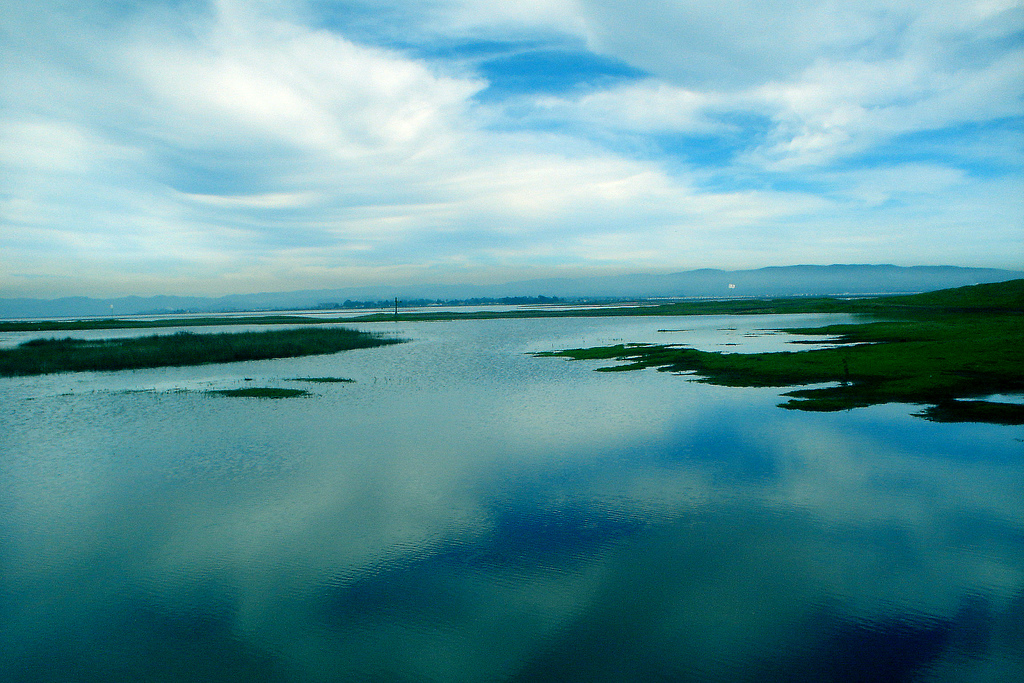
A Biobío torkolata
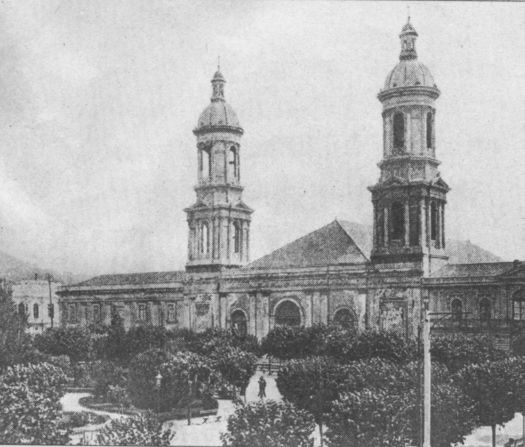
A katedrális
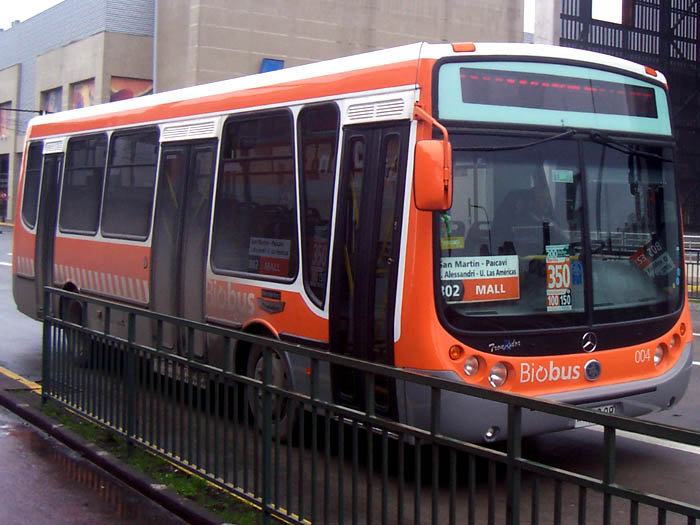
Biobusz
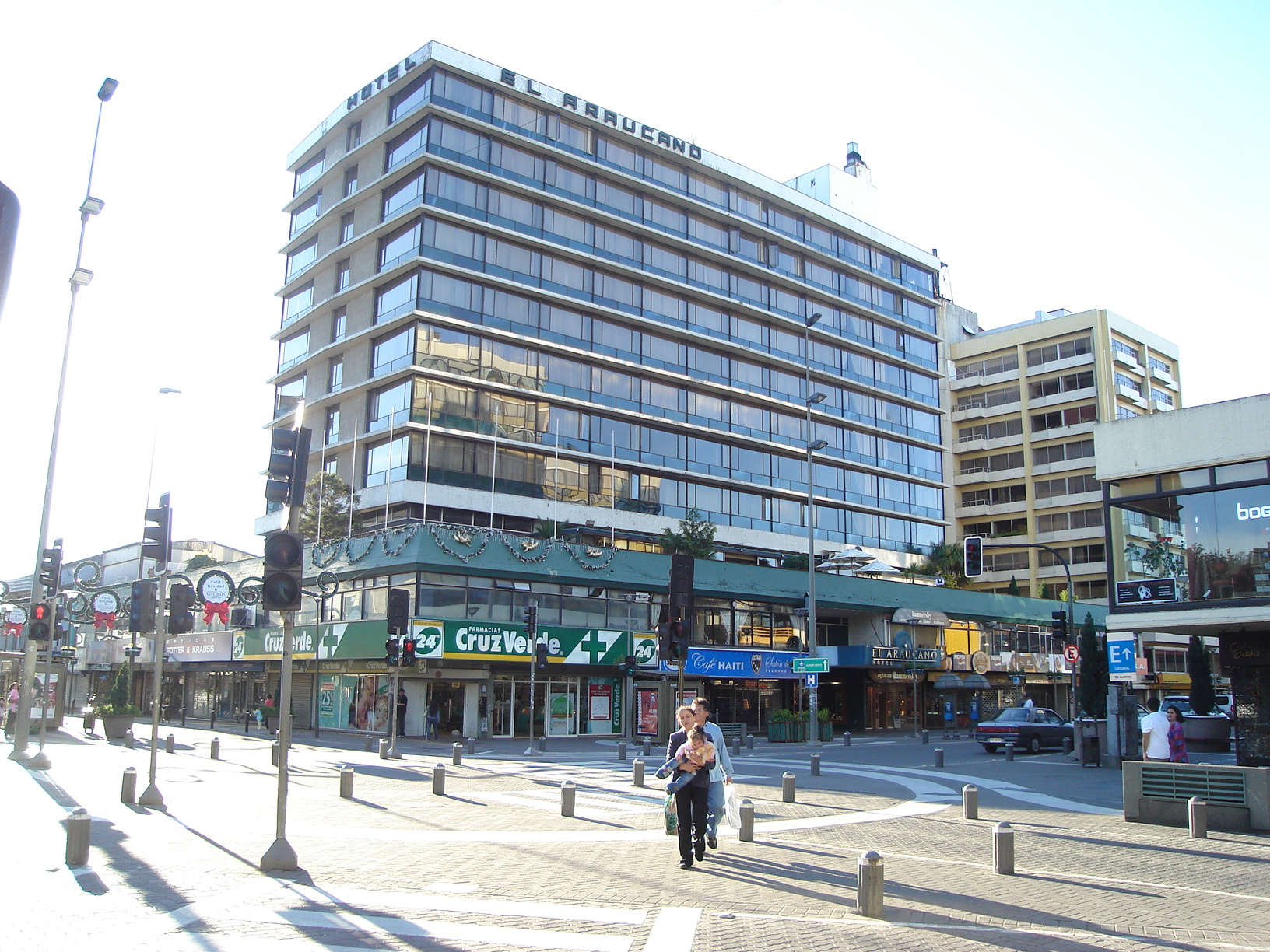
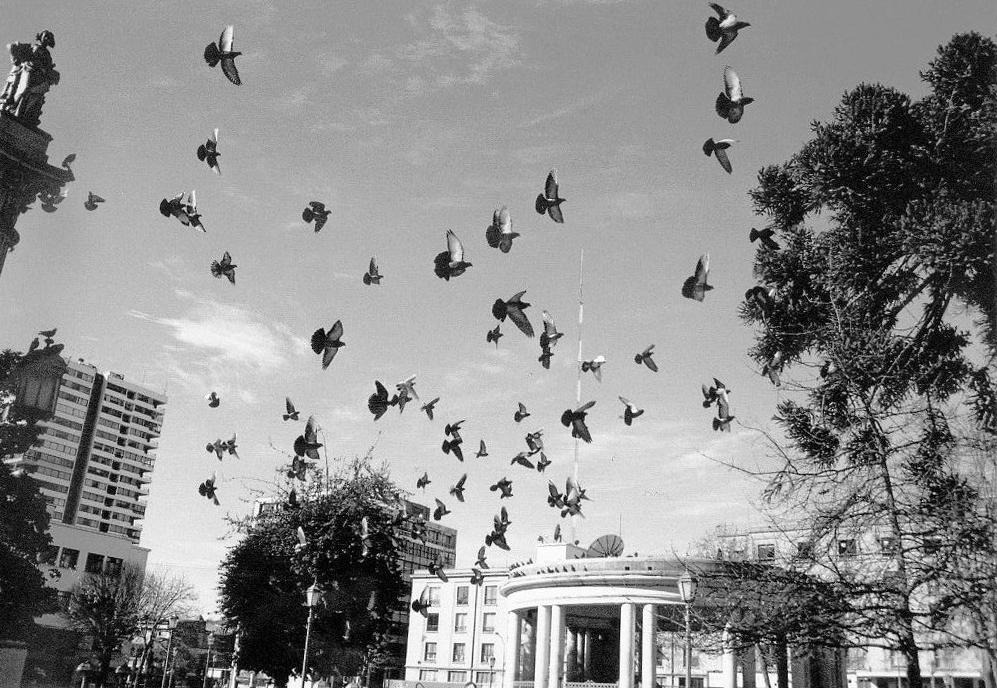
A Plaza de Armas

## Testvérvárosok
- Cascavel, Brazília
- Betlehem, Ciszjordánia
- Guayaquil, Ecuador
- Rosario, Argentína
- La Plata, Argentína
- Auckland, Új-Zéland
- Sucre, Bolívia
- Caracas, Venezuela